# 반다이 LCD 솔라파워

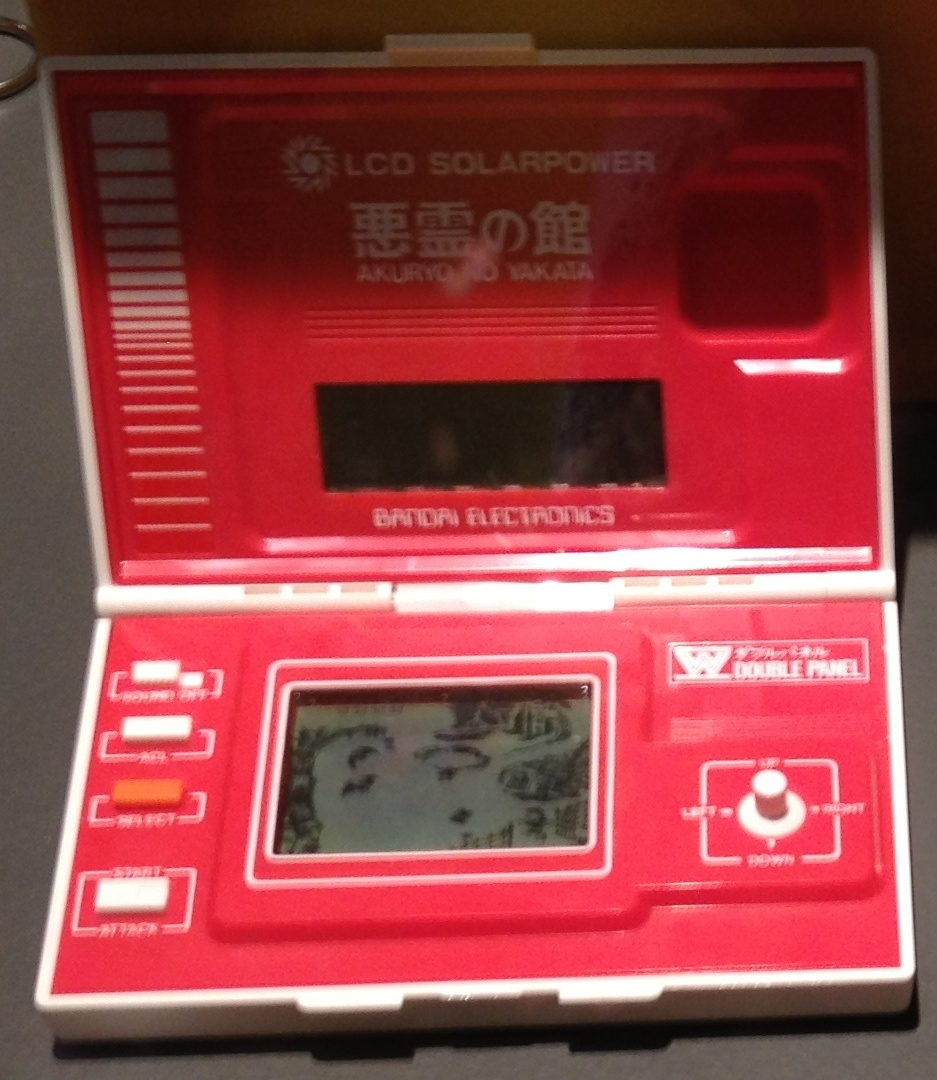
반다이 LCD 솔라파워.

반다이 LCD 솔라파워(Bandai LCD Solarpower)는 1982년에 발매한 휴대용 전자게임기다. 반다이가 출시했으며, 배터리로는 태양광을 사용했다.

## 게임 목록[2]
- 미라 무덤의 침입자
- 악마의 방에서의 탈출
- 잠수함 공격
- 브레이크아웃
- 상어 섬
- 수수께끼의 침몰선(일본 전용)
- 아마존
- 테러 하우스
- 프랑켄슈타인
- 공항 패닉